# Spirastrella cunctatrix
Spirastrella cunctatrix is een korstenvormende onregelmatig gevormde sponssoort uit de stam Porifera  die een grootte van 30 centimeter kan bereiken. Men treft hem vaak aan op schaduwrijke rotsen in de Middellandse Zee en de aangrenzende Atlantische Oceaan. De spons is te herkennen aan een spiraalvormig patroon van kanalen die naar de uitstroomopening toelopen. De kleur is meestal oranje, hoewel er ook blauwe, groene of grijze varianten voorkomen.